# Гиданска губа
Гида̀нската губа (на руски: Гыданская губа, Гыданский залив) е плитък залив, тип губа, в южната част на Карско море, на северния бряг на Гиданския полуостров, край североизточните бреговете на Ямало-Ненецки автономен окръг на Тюменска област, Русия.
Вдава се на повече от 200 km навътре в сушата между полуостровите Явай на запад и Мамонт на изток. Максимална ширина в средната част до 45 km. Дълбочина 5 – 8 m. Голяма част от годината е покрита с ледове. Приливите са правилни с величина около 1 m. В нея се вливат множество реки, по-големи от които са: Юрибей, Гида, Нгинесьояха, Ньойтояха, Монгтияха, Монгаталангъяха. Във върха на залива, при устието на река Гида е разположено село Гида.

## Топографска карта
- Топографск карта R-43,44; М 1:1 000 000[2]